# Clyde S. Kilby
Œuvres principales
- Tolkien and The Silmarillion, Lion Publishing, 1971

Clyde Samuel Kilby (né le 26 septembre 1902 à Johnson City, dans le Tennessee, et décédé le 18 octobre 1986 à Columbus dans le Mississippi) est un auteur américain et professeur d'anglais, plus connu pour ses travaux sur les Inklings, notamment J. R. R. Tolkien et C. S. Lewis. Professeur au Wheaton College (Illinois), il y fonde le Marion E. Wade Center, un centre consacré aux recherches sur les Inklings, leurs amis (comme Dorothy L. Sayers), et leurs influences (comme George MacDonald).

## Biographie
Les parents de Kilby, James Lafayette et Sophronia Kilby, vivent sur les rives de la Nolichuckey River, dans le nord-est du Tennessee. Le cadet de huit enfants, il est le premier de sa famille à obtenir un diplôme universitaire. Tandis qu'il étudie à l'Université de l'Arkansas, il travaille à mi-temps au bureau du secrétaire général de la John Brown University. Diplômé en 1929, il se marie l'année suivante à Martha Harris, qui est professeur de mathématiques à la JBU. Ensemble, ils s'installent dans le Minnesota où Kilby obtient un master en 1931 à l'Université du Minnesota.
En 1935, le couple déménage à Wheaton, dans l'Illinois, où Clyde Kilby devient maître assistant en anglais. En 1938, il obtient un doctorat par correspondance de l'Université de New York. En 1951, il devient directeur du département d'anglais de Wheaton ; il conservera ce poste jusqu'en 1966. Il prend sa retraite en 1981 et s'installe à Columbus, ville natale de sa femme. Il décède en 1986 et est enterré dans le cimetière de l'amitié à Columbus.

## Lewis et travaux sur lesInkling
Kilby commence à s'intéresser aux travaux de Lewis en 1943, après avoir lu la première partie de ce qui deviendra Les Fondements du christianisme. Il lit ensuite tous les écrits de Lewis et met sur pied un cours consacré aux travaux mythopoétiques de Lewis et Tolkien. S'ensuit une correspondance de longue durée avec Lewis qui dure jusqu'au décès de celui-ci en 1963. Les quatorze lettres de sa correspondance avec l'écrivain deviennent le cœur de ce qui sera un ensemble de travaux sur lui, puis sur les Inklings, puis, finalement, sur sept autres auteurs britanniques : 
- Owen Barfield
- G. K. Chesterton
- C. S. Lewis
- George MacDonald
- Dorothy L. Sayers
- J. R. R. Tolkien
- Charles Williams

Ces travaux ont pris de l'envergure au sein du Marion E. Wade Center du Wheaton College et sont aujourd'hui une ressource majeure des études littéraires britanniques. Le portrait de Kilby est accroché dans la salle de lecture qui porte son nom et voici ce que l'on peut lire, en partie, sur la plaque qui l'accompagne : 
« Le docteur Clyde S. Kilby (1902 - 1986) est le fondateur et premier conservateur du Marion E. Wade Center. Sa carrière dédiée à la littérature est remarquable (...). Dans tout [ce qu'il a accompli], le docteur Kilby a reçu le soutien de sa femme, Martha Harris Kilby. Le vif intérêt, les conseils avisés et le travail appliqué de Mme Kilby ont été le fondement de tout ce qu'a entrepris M. Kilby. Ensemble, Clyde et Martha Kilby ont amené des générations d'étudiants de Wheaton à sonder le monde l'imaginaire avec tout leur cœur et toute leur âme. »

## Étudiants
- Rolland Hein
- John Piper

## Récompenses
- 1971 : Prix Mythopoeic, Mythopoeic Scholarship Award for Inklings Studies